# Гінзбург Людмила Наумівна
Людми́ла Нау́мівна Гі́нзбург (нар. січень 1916 — пом. 2001, Одеса, Україна) — радянська і українська піаністка, музичний педагог, професор Одеської консерваторії. Заслужена артистка УРСР (1989).

## Життєпис
Закінчила Одеську консерваторію — клас професора Марії Старкової, в Московській консерваторії була аспіранткою, по тому — асистентка професора Генріха Нейгауза.
В Одеській консерваторії працювала з 1946 року, з 1989 року — завідувачка кафедри.
Проводила активну концертну діяльність в країнах СРСР та зарубіжжі, давала майстер-класи в Німеччині, Україні та Фінляндії.
Довгі десятиліття керувала науковим студентським товариством на факультеті.
Серед її учнів — народна артистка України Людмила Марцевич, заслужені артисти Володимир Саксонський та В. Соболевський, також С. Терентьєв, Кармелла Цепколенко, доцент Т. Фоміна, А. Повзун (Іспанія).
Її творчій особистості присвятила монографію кандидат мистецтвознавства Наталія Іванівна Ломоносова.

## Вшанування пам'яті
- 28 квітня 2016 року відповідно до закону України «Про засудження комуністичного та націонал-соціалістичного (нацистського) тоталітарного режимів та заборону пропаганди їхньої символіки» та політики декомунізації України в Одесі, на батьківщині Людмили Гінзбург було перейменовано декілька вулиць. Зокрема, було увічнено пам'ять Гінзбург і її ім'ям було названо колишній провулок Щорса.[1]
- На будинку № 35/37 по вулиці Рішельєвській, де мешкала Л. Н. Гінзбург, було установлено меморіальну дошку на її честь[2].